# Damu Cherry
Damu Cherry (née le 29 novembre 1977 à Tampa) est une athlète américaine spécialiste du 100 mètres haies.

## Carrière sportive
Damu Cherry fait ses débuts sur la scène internationale durant la saison 1999. Créditée de 13 s 26 sur 100 m haies en 2000, elle établit le 19 mai 2001 la performance de 12 s 85 à l'occasion du meeting d'Atlanta. En début de saison 2003, l'Américaine est contrôlée positive aux anabolisants à l'occasion du meeting de Gainesville, en Floride. Le 26 novembre 2003, l'IAAF décide de suspendre l'athlète de toute compétition internationale durant deux ans.
En 2006, Damu Cherry termine 7e de la finale du 60 m haies des Championnats du monde d'athlétisme en salle 2006 et prend la deuxième place de la Finale mondiale de l'athlétisme de Stuttgart, derrière sa compatriote  Michelle Perry. Elle établit cette même année la meilleure performance de sa carrière sur 100 m haies en signant le temps de 12 s 44 lors du Meeting de Lausanne.
En 2008, l'Américaine se classe deuxième des sélections olympiques américaines avec le temps de 12 s 58. En août, Elle termine au pied du podium des Jeux olympiques de Pékin en 12 s 65, devancée d'un centième de seconde par la Canadienne Priscilla Lopes-Schliep.
Damu Cherry est entrainée par l'ancien sprinteur américain Dennis Mitchell, lequel est son mari.